# Liste Bernhard
La liste Bernhard est la première liste établie, dès 1940, par les autorités d'occupation allemande en France pour éliminer des librairies et bibliothèques françaises les livres jugés indésirables par les nazis.

## Mise en œuvre
Sur la base de cette liste, préparée par la Propaganda Abteilung et répertoriant 143 ouvrages, un peu plus de 20 000 livres furent confisqués lors d'un raid effectué dans les librairies de Paris à partir du 27 août 1940. D'après le journaliste américain Edgar Ansel Mowrer (en), les agents allemands, agissant par deux accompagnés d'un policier français, donnaient une demi-heure à chaque libraire pour leur produire les livres désignés sur une liste reproduite au stencil et soigneusement récupérée après.

## Contenu
La liste Bernhard comporte des titres d'opposants allemands, comme Heinrich Mann et Otto Strasser, mais aussi des titres d'auteurs français jugés anti-allemands, comme Louis Aragon, André Malraux, Charles Andler, Wladimir d'Ormesson, Georges Duhamel, Georges Blondel et André Chevrillon. Trois livres des éditions Denoël y figurent : Les dictateurs de Jacques Bainville (1935), La croisade gammée de Louis Roubaud (1939) et La victoire des vaincus d'André Fribourg (1938). Les livres saisis à la NRF le 30 août comprenaient L'Allemagne, essai d'explication d'Edmond Vermeil, Le temps du mépris de Malraux, La C.G.T. ce qu'elle est ce qu'elle veut de Léon Jouhaux et, bizarrement, Nous autres Français alors que cet essai de Georges Bernanos ne semble avoir figuré ni sur la liste Bernhard, ni même sur la première liste Otto. Cinq Américains figurent également sur la liste Bernhard : Franz Boas pour Race et milieu,, Louis Fischer, H.R. Knickerbocker, le professeur Calvin B. Hoover et Leon G. Turrou. Fernand Sorlot, désigné comme éditeur d'Andler, de Boas, mais aussi de Robert de Beauplan, Maximilian Beck, P. Bloch & le général Tilho, Jules Brutzkus... est particulièrement touché.
Il aurait existé une deuxième version de la liste, comportant vingt titres supplémentaires.

## Devenir
La liste Bernhard fut, fin septembre 1940, englobée dans la liste Otto, qui porta à plus de mille le nombre de livres prohibés.

## Fiction
Une des variations oulipiennes sur la nouvelle Le Voyage d'hiver de Georges Perec est construite sur la supposition que le mystérieux Voyage d'hiver d'Hugo Vernier aurait figuré sur la liste Bernhard, qui aurait ainsi, dans une première version, comporté 144 titres et non 143.